# Combined Locks
Combined Locks is een plaats (village) in de Amerikaanse staat Wisconsin, en valt bestuurlijk gezien onder Outagamie County.

## Demografie
Bij de volkstelling in 2000 werd het aantal inwoners vastgesteld op 2422. In 2006 is het aantal inwoners door het United States Census Bureau geschat op 3028, een stijging van 606 (25,0%).

## Geografie
Volgens het United States Census Bureau beslaat de plaats een oppervlakte van 4,4 km², waarvan 3,9 km² land en 0,5 km² water.

## Plaatsen in de nabije omgeving
De onderstaande figuur toont nabijgelegen plaatsen in een straal van 12 km rond Combined Locks.